# Ключников, Олег Михайлович
Оле́г Миха́йлович Ключников (1966—2002) — майор МВД РФ, Герой Российской Федерации (2003).

## Биография
Олег Ключников родился 11 июля 1966 года в Воронеже. Окончил среднюю школу. В 1985—1987 служил в пограничных войсках КТПО на о. Сахалин в/ч 2067. Демобилизовавшись, пошёл на службу в органы МВД СССР. С 1988 года служил в ОМОН при УВД Воронежской области. Окончил Орловский институт МВД. Совершил две командировки в Северную Осетию и пять командировок в Чечню, участвовал в боях первой и второй чеченской войн.
В апреле 2002 года Ключников отправился в пятую командировку в Чечню. Неоднократно участвовал в боевых столкновениях с силами сепаратистов. 17 июня 2002 года вместе с четырьмя бойцами ОМОНа организовал засаду в районе села Чожи-Чу, в которую попало бандформирование численностью пятнадцать боевиков. В неравном бою Ключников и его товарищи нанесли им большие потери. Приказав товарищам переменить позицию, он вызвал при помощи сигнальной ракеты огонь артиллерии на себя. От полученных ранений Ключников скончался на поле боя. Благодаря его действиям группе удалось удержать позиции до подхода подкреплений. Похоронен на коминтерновском кладбище Воронежа.
Указом Президента Российской Федерации № 1050 от 9 сентября 2003 года за «мужество и героизм, проявленные в ходе контртеррористической операции в Северо-Кавказском регионе» майор милиции Олег Михайлович Ключников посмертно был удостоен высокого звания Героя Российской Федерации.
Также был награждён двумя орденами Мужества и четырьмя медалями.

## Память
- 23 февраля 2004 года на здании школы №18 в Воронеже была открыта мемориальная доска в честь Олега Ключникова
- В микрорайоне Шилово города Воронежа одна из улиц была названа в честь Олега Ключникова